# 定居文化

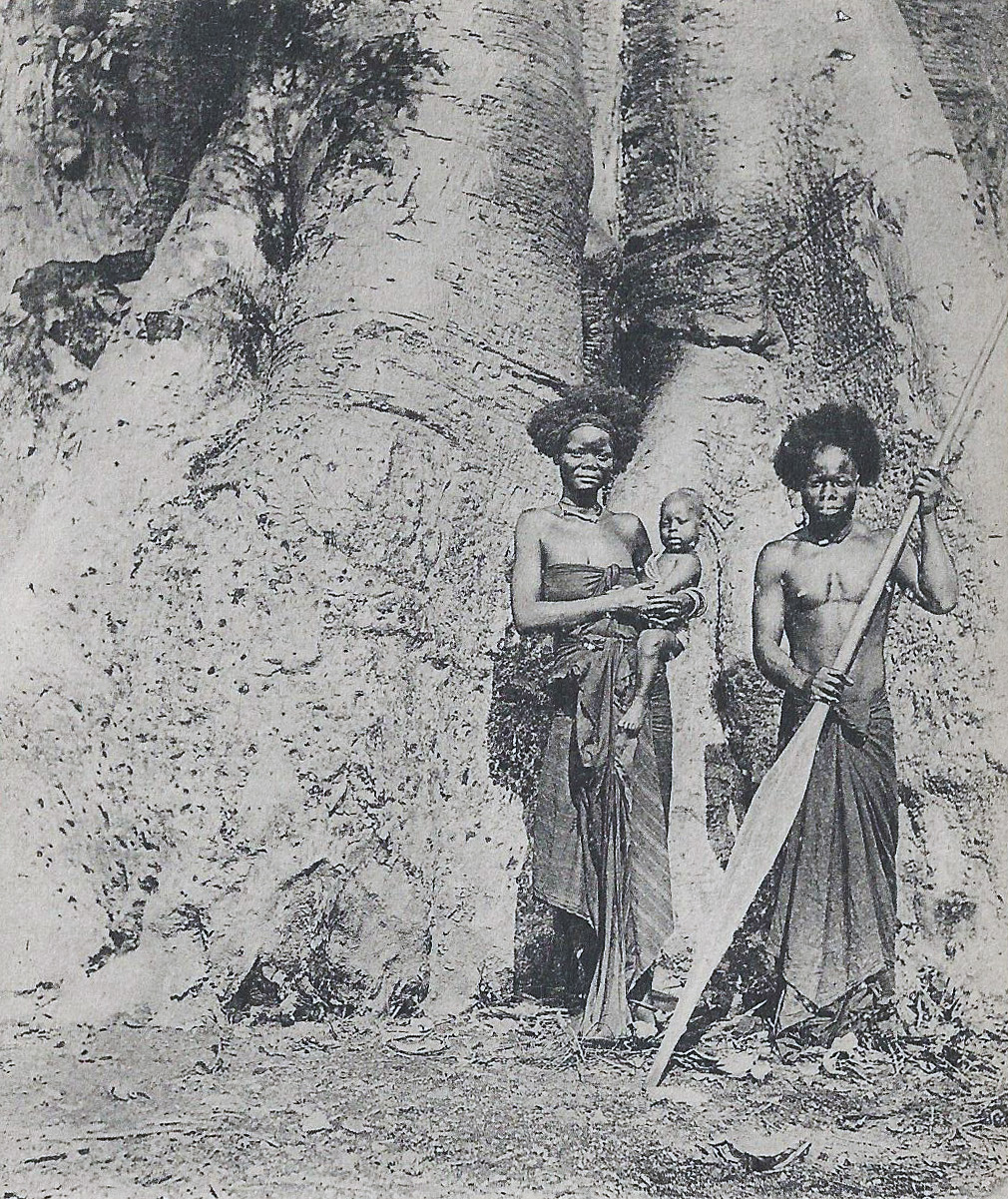
巴特克人

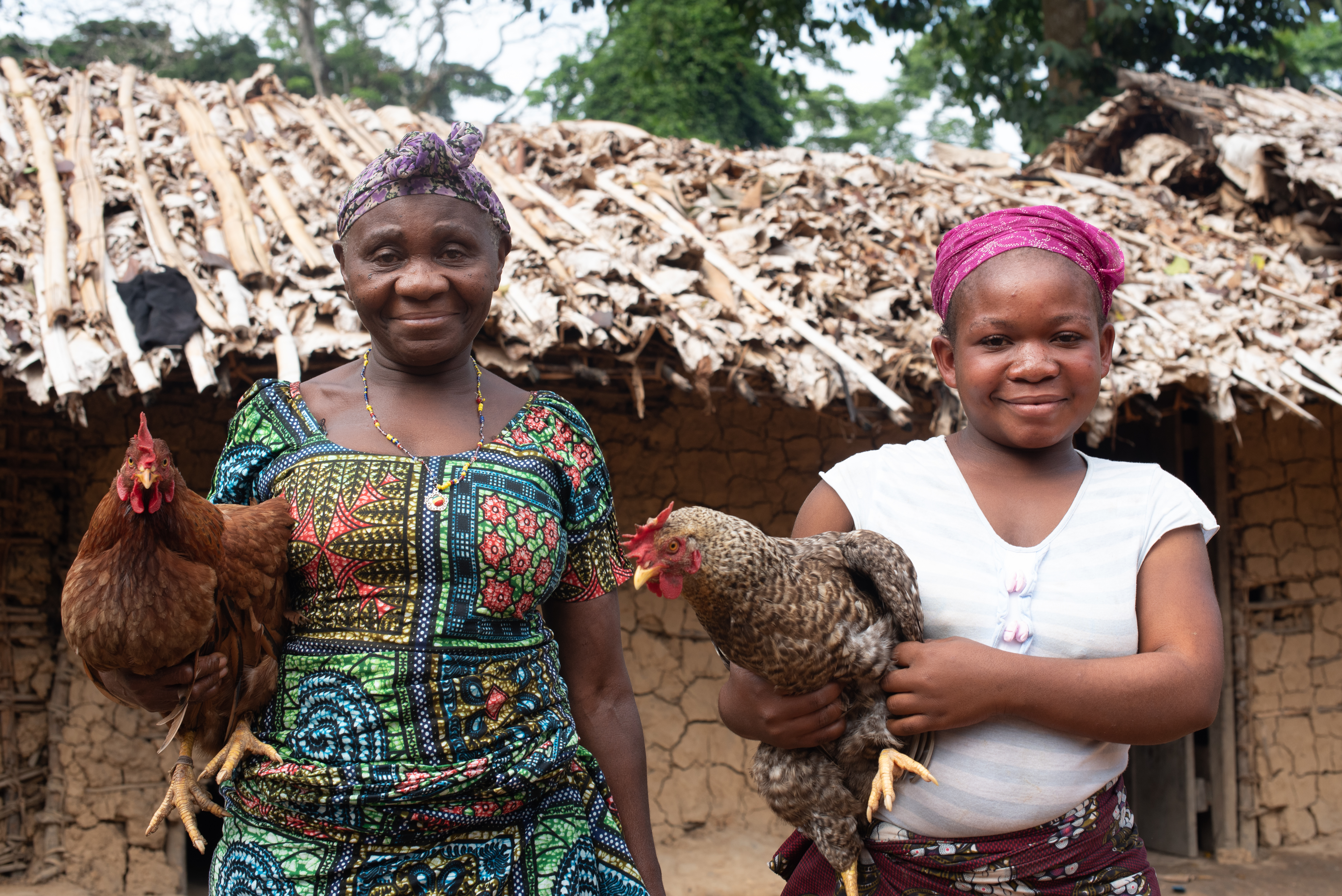
姆巴提女人

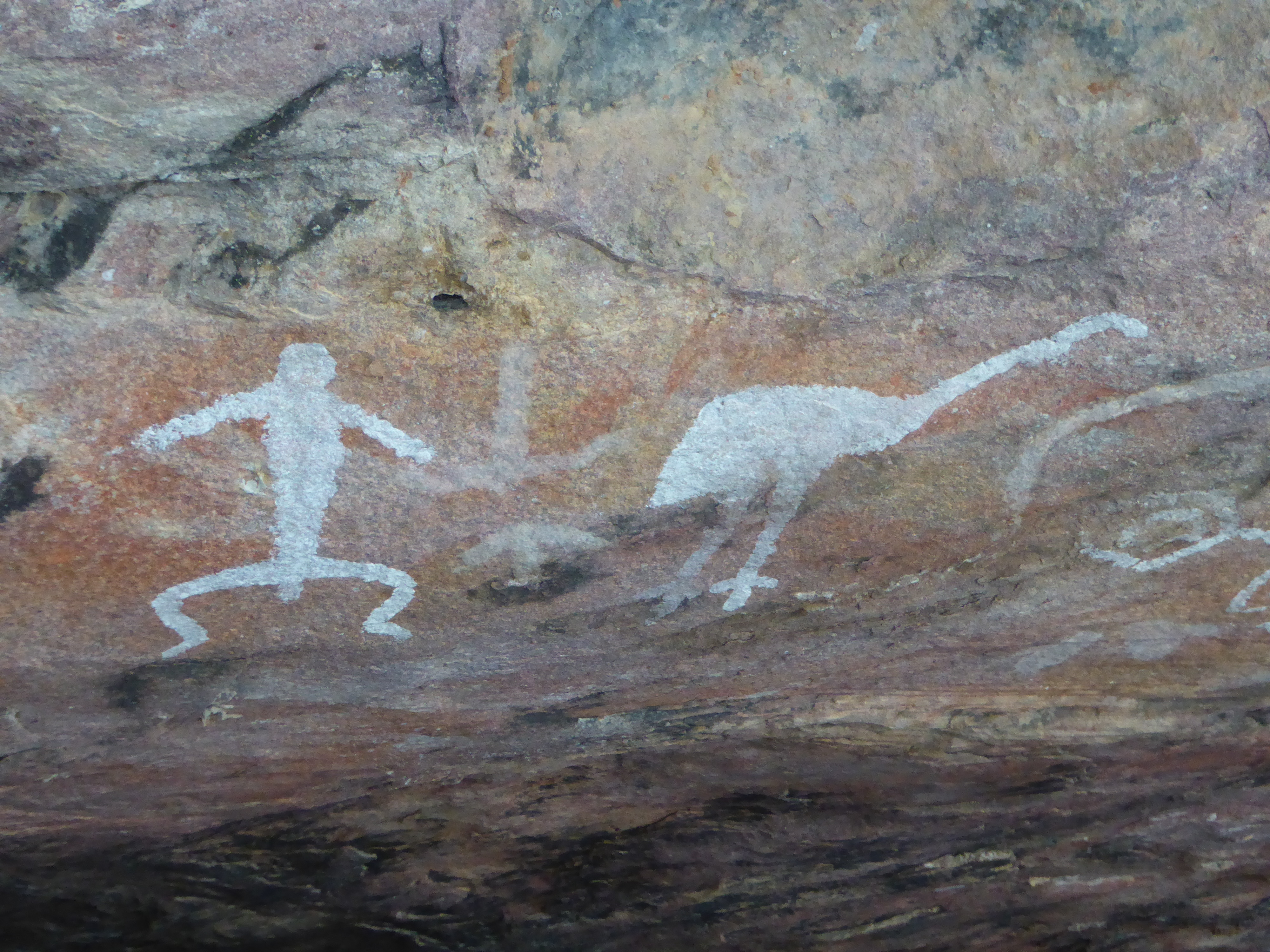
澳洲原住民圖騰

在人類學家研究當中，人類最早的居住狀態大部分皆是遊居。經過長時間的演化及適應，慢慢發展出定居社會。然而，在現今社會，並非所有社會皆會發展出定居文化，仍然有大量遊居的人類社會。如非洲的桑人、姆巴提人；大洋洲的庫卡庫卡人、澳洲土著；亞洲馬來西亞熱帶雨林的巴特克人。從游居到定居的過程中，最主要的特色便是發展出農業及畜養家畜的生產方式。此一轉變，便是該社會一個重要的轉捩點，是文明朝向複雜化的一個重要階段。

## 定義
定居，顧名思義，乃指在一個地方固定住下來；定居文化，指人類居住在某地，以農業、圈養家畜獲取食物資源，並發展出特色建築、文化。

## 詞源
詩經‧小雅‧采薇：「戎車既駕，四牡業業。豈敢定居？一月三捷。」
唐‧羅隱《早發》：「北去南來無定居，此生生計竟何如。」

## 定居文化的特徵

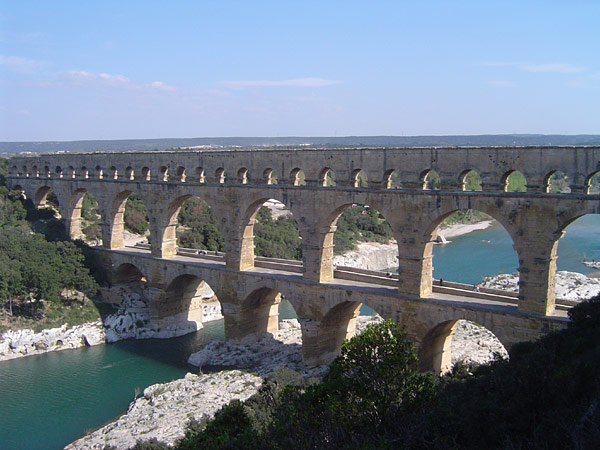
古羅馬水道

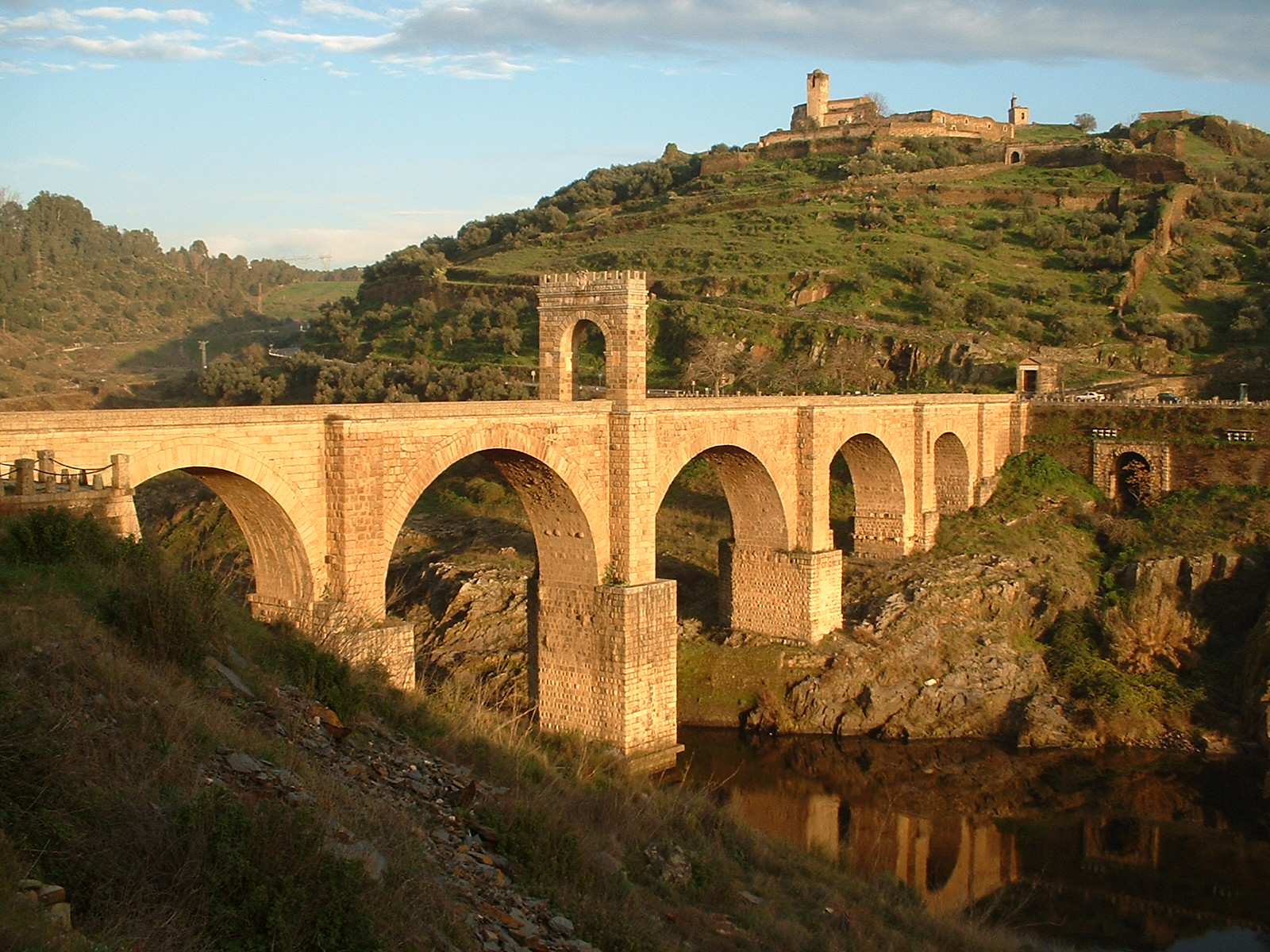
阿爾坎塔拉橋

定居文化的特徵，主要有三：其一，出現農業與飼養家畜。人類在固定的土地上耕種和種植農作物，例如小麥、大米、玉米等。這種方式允許人類生產大量糧食，並支持更多的人口。飼養家畜可以讓人類更容易獲得熱量，不必再浪費多餘的體力、時間去狩獵，也可降低受傷死亡的風險。如此一來，人類便可將精力運用在其他地方。其二，精密建築的出現，在遊居社會中，人類需要時常搬家、遷徙，因此這個階段的房子通常便於拆遷亦或是簡單搭造，以便於移動。但到了定居階段後，自然就會漸漸發展出可長久使用、堅固的房屋。除此之外，尚有其他大型建設，如橋樑、古羅馬的引水道等。此也歸因於糧食資源取得方便，人類有更多體力可以建造高難度的建築物，使人類的生活更加便利，展現出複雜的文化形態。其三，文化演化帶動定居，定居亦可能帶動文化發展，定居文化也涉及家庭、家庭生活、社會互動、文化、科技和經濟等方面的變化。這種文化方式往往導致人類社會的複雜化發展。漸漸地與遊居社會做出明顯的區別。

## 例外

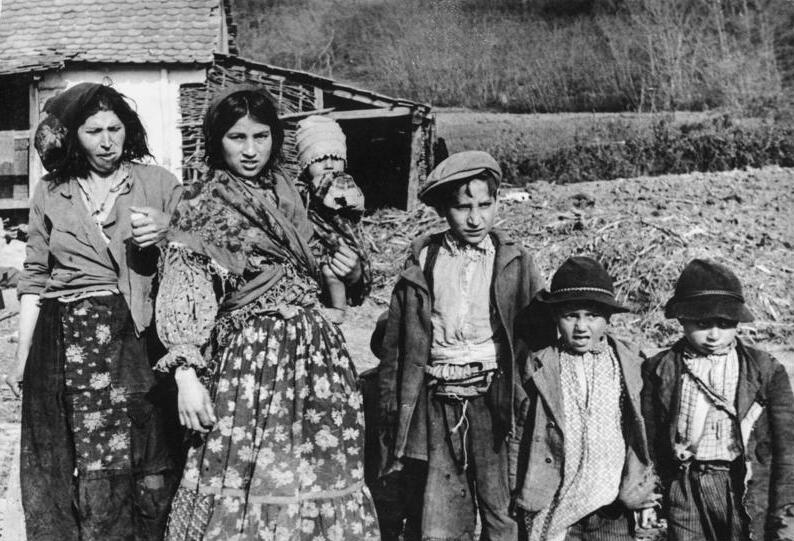
辛提人

關於定居的文化演化，並非全都是由游居到定居，接著朝複雜文明方向發展，其有許多不同的途徑式。例如，採集社會亦可能是定居或半定居社會。此外，在發展出高度農業的地區，有的民族可能還仍然維持著游牧的生活方式。如：羅姆人其中一個分支辛提人。